# D503i
デジタル・ムーバ D503i HYPER（デジタル・ムーバ ディー ごー まる さん アイ ハイパー）は、三菱電機製のNTTドコモの第二世代携帯電話(mova)端末である。

## 概要
iアプリ対応の503iシリーズとして、最後に登場。当時としては大型の約1.85インチの液晶に、N503i同様のエプソン製の約4096色表示のTFD液晶を搭載した。液晶の解像度も当時としては高精細だった。着信メロディは16和音128音色のPCM音源に対応。自作メロディは3和音。また、文字変換に業界初のATOK Pocketが使われ、当時としては文字変換が優れていた。D208、D502i、D209iにあった、赤外線通信「DDLink」は外された。
ドコモ50xシリーズのDシリーズでは最後のフリップ式端末になった。

## 歴史
- 2000年10月3日　テレコムエンジニアリングセンター(TELEC)による技術基準適合証明の工事設計認証（工事設計認証番号WAA0090）
- 2000年10月4日　電気通信端末機器審査協会による技術基準適合認定の設計認証（設計認証番号A00-1011JP、J00-0275）
- 2001年2月27日　TELECによる技術基準適合証明の工事設計認証（工事設計認証番号WAA0106）
- 2001年3月13日　ドコモ北海道が発表。
- 2001年3月14日　全国で発表。
- 2001年3月16日　ドコモ北海道・ドコモ四国で発売。
- 2001年3月19日　ドコモ東北以外の全国で発売。
- 2001年3月21日　ドコモ東北で発売。
- 2012年3月31日　movaサービス終了により使用はこの日限りとなる。